# Rosalia Lombardo
Rosalia Lombardo (13 tháng 12 năm 1918 – 6 tháng 12 năm 1920) là một em bé gái, công dân của thành phố Palermo, nước Ý đã qua đời do viêm phổi, hậu quả từ dịch cúm Tây Ban Nha. Cha cô bé, viên chức Mario Lombardo, vô cùng đau buồn trước cái chết của con gái, vì vậy đã tìm cách gặp Alfredo Salafia, một nghệ nhân ướp xác nổi tiếng để đảm nhận nhiệm vụ lưu giữ thi hài cô bé. Thi hài của cô bé, đôi khi được gọi là Người đẹp ngủ trong rừng, là một trong những thi hài cuối cùng được đưa vào hầm mộ Catacombe Dei Cappuccini thuộc một tu viện của thành phố Palermo, Sicily, nước Ý.

## Hoàn cảnh
Rosalia Lombardo là con gái của một viên chức quân đội, ông Mario Lombardo (1890–1980) và bà Maria Di Cara (1897–1966). Cô bé sinh ngày 13 tháng 12 năm 1918 và qua đời ngày 6 tháng 12 năm 1920, chỉ một tuần trước ngày sinh nhật lần thứ 2. Theo báo cáo sau khi mất, cô bé qua đời vì viêm phế quản. Thi thể "tạm thời" được đưa đến Hầm mộ Capuchin của Palermo vào ngày 8 tháng 12 năm 1920, vẫn còn đến ngày nay.
Gia đình Lombardo quyết định tìm Giáo sư Alfredo Salafia (1869–1933) bảo quản thi thể con gái họ trước khi chôn cất. Ngài Salafia đã tự học để làm nghề nhồi bông xác thú và ướp xác, cũng như chịu trách nhiệm ướp xác cho nhiều công dân nổi tiếng của Palermo từ năm 1902 trở đi. Thủ thuật mà ông nghĩ ra được đặc trưng bởi sự đơn giản, bao gồm một mũi tiêm đơn điểm, tốt nhất là vào động mạch đùi thông qua một dụng cụ tiêm trọng lực. Các thủ thuật khác thường được áp dụng trong việc ướp xác hiện đại như quá trình dẫn lưu máu, xử lý các hốc, khoang hoặc tiêm chất làm đầy, được cho là không cần thiết trong hầu hết các trường hợp.
Kể từ khi Salafia phát triển hợp chất bảo quản vào đầu những năm 1900, có ý kiến cho rằng cái được ông gọi là "Dung dịch hoàn hảo" là một trong những công thức sớm nhất dựa trên formaldehyd trong quá trình chuyển đổi từ hợp chất cũ thành hợp chất hiện đại hóa, một quá trình cuối cùng dẫn đến việc thay thế thủ thuật ướp xác sử dụng kim loại nặng. Ngoài ra, hồi ký của Salafia cũng tiết lộ việc thường xuyên sử dụng sáp parafin pha loãng trong hợp chất Ete, dùng để tiêm vào mặt người đã khuất nhằm giữ cho các bộ phận trên mặt được đầy đặn giống như lúc còn sống.
Thi thể của Rosalia Lombardo vẫn được đặt trong quan tài nguyên gốc có lớp kính bên trên. Bên dưới tấm kính có thể nhìn thấy khuôn mặt; còn thân thể đã yên nghỉ được phủ bởi tấm khăn. Khuôn mặt của cô bé cho thấy trạng thái bảo quản đáng chú ý – diện mạo vẫn y nguyên như khi còn sống và như đang ngủ. Tuy nhiên, trong vài năm qua, các dấu hiệu oxy hóa và phân rã đã trở nên rõ ràng hơn. Cụ thể, tóc và nơ cài tóc đi kèm đã trở nên sáng hơn, trong khi khuôn mặt cô bé bị sẫm màu và co lại.
Theo đánh giá các hình ảnh chụp X quang theo chiều dọc (AP) về xác ướp tiến hành vào tháng 7 năm 2008 đã tiết lộ rằng không chỉ phần đầu, mà toàn bộ cơ thể của cô bé cũng được duy trì nguyên vẹn. Ngoài ra, một số cơ quan nội tạng được giữ nguyên trạng có thể thấy rõ trên ảnh chụp X quang.
Vào tháng 12 năm 2010, các chuyên gia đã có cơ hội nghiên cứu thi thể Rosalia bằng cách chụp cắt lớp đa tính toán (CT). Kỹ thuật được coi là tiêu chuẩn vàng trong các nghiên cứu xác ướp này đã được sử dụng để nghiên cứu thêm về quy trình ướp xác mà Salafia áp dụng, từ đó phân tích chi tiết mức độ bảo quản, xác định bất kỳ thay đổi nào có thể xảy ra đối với cơ thể kể từ khi chuẩn bị cũng như cung cấp hồ sơ vĩnh viễn về đặc tính của xác ướp.

## Kết quả kiểm tra CT
Phân tích các xét nghiệm CT cho thấy các chỉ số gián tiếp cho điều trị nội mạch được báo cáo trong lịch sử của cơ thể Rosalia.
Các mạch trung thất, một số phần của mạch bụng và xương chậu, và các phần của mạch ở ngoại vi của chi dưới được mở rộng và căng phồng. Hơn nữa, các tĩnh mạch từ nền sọ đến các buồng bên phải của tim, tất cả các buồng tim, và các mạch làm đầy và dẫn lưu, tạo thành một cấu trúc tăng áp trung tâm liên tục, chủ yếu được bao bọc bởi không khí.
Các chuyên gia giả định rằng chất lỏng được tiêm vào đã mở rộng các mạch tại thời điểm ướp xác  và sau đó dẫn đến cố định các thành mạch với trạng thái mở rộng. Theo thời gian, chất lỏng dường như đã hòa tan hoặc bay hơi. Các cấu trúc trung tâm tăng huyết áp có thể nhìn thấy rất có thể là máu còn sót lại. Thủ thuật hút ẩm cũng như sự phản ứng với chất lỏng dùng dể bảo quản có thể đã dẫn đến mật độ cao.
Theo kinh nghiệm nghiên cứu xác ướp, việc hình thành cục máu đông sau khi qua đời có liên quan mật thiết tới độ dài của khoảng thời gian chịu đau đớn của người đã khuất. Ở những bệnh nhân có thời gian trước khi mất kéo dài, như được giả định trong trường hợp của Rosalia trong quá trình điều trị bệnh truyền nhiễm như báo cáo, dự đoán là do tình trạng đông máu kéo dài chủ yếu ở hệ thống tĩnh mạch sau khi chết. Việc Ngài Salafia thường không sử dụng dẫn lưu máu trước khi tiêm nội mạch củng cố cho giả định về tình trạng đông máu nội mạch được bảo tồn bên trong hệ thống mạch máu của Rosalia.
Dựa trên công thức hóa học về chất bảo quản được Salafia sử dụng, các dấu vết tăng huyết áp nội sinh trên ảnh chụp CT không thực sự như phỏng đoán, bởi vì số lượng nguyên tử của các thành phần khá thấp. Trái lại, các dấu vết của chất lỏng ướp xác nội sinh đã được phát hiện trong tia X của các xác ướp khác trong Hầm mộ; những cá nhân này được tiêm các dung dịch chứa kim loại nặng có số nguyên tử cao, chẳng hạn như thủy ngân .
Ngoài ra, các chuyên gia cũng không thể tìm thấy bằng chứng rõ ràng về việc áp dụng phương pháp paraffin đối với khuôn mặt của Rosalia, dù có vẻ như rất có thể phương pháp này đã được sử dụng, bằng chứng là khuôn mặt cô bé được bảo quản hoàn hảo như thế nào. Còn về chiếc chai bên cạnh đầu Rosalia, có thể được dùng làm lọ đựng chất khử trùng bên trong quan tài kín, có thể hoạt động như một phương pháp bảo quản bổ sung bên ngoài.
Salafia rõ ràng đã ướp xác Rosalia trước khi quá trình tự tiêu hóa tuyến tụy xảy ra và, theo bản thảo của mình, ông đã nhắm đến việc bắt đầu thủ tục ướp xác trong vòng 24 giờ đầu sau khi cô bé qua đời. Chất lượng bảo quản tuyến tụy rất tốt đã chứng minh rằng Salafia đã ướp xác Rosalia ngay sau khi mất. Bởi vì sau khi qua đời, các mô của xác người trải qua những thay đổi thậm chí có thể dẫn đến việc hình thành hài cốt, nếu cơ thể không được ướp xác hoặc tiếp xúc với các điều kiện có thể cho phép bảo quản. Sau khi tự phân hủy, giai đoạn thứ hai của sự phân rã của cơ thể người chết nếu không được xử lý sẽ có những đặc trưng như thay đổi hoạt chất, bắt đầu khi vi khuẩn từ ruột tăng sinh và bắt đầu xâm chiếm các mô khác. Trong quá trình này, phần bụng có thể bị trương phồng lên do khí gas (hiện tượng bụng đầy hơi). Thi thể của Rosalia được xử lý trước khi quá trình tự phân huỷ diễn ra nên nghi vấn nguyên do xác ướp của cô bé có phần bụng trướng to liên quan đến quá trình phân huỷ đã được loại trừ.
Nhìn chung, tình trạng phần nội tạng trong thi thể của Rosalia được bảo quản một cách đáng kinh ngạc là kết quả của quy trình xử lý thi thể cực kỳ hiệu quả bằng dung dịch ướp xác, trong đó các cấu trúc phần nội sọ và lồng ngực có lẽ chỉ được xử lý nội mạch (tiếng Anh: endovascularly), cùng với đó các cơ quan nội tạng được điều trị nội mạch và bên ngoài, thông qua việc xử lý các khoang. Do đó, các thành phần của chất lỏng ướp xác có hiệu quả trong việc ngăn chặn mục rữa ngay từ sớm và ngăn ngừa quá trình phân hủy tiếp theo, cho phép bảo quản thi thể tuyệt vời cho đến ngày nay. Nếu chỉ từ hình ảnh CT, không thể biết được tính nhất quán thực sự của các bộ phận đã ướp xác. Thông tin tìm được khá hạn chế liên quan đến việc bảo quản nội tạng của một cơ thể được Salafia ướp xác, sáu tháng sau quá trình.
Khám nghiệm tử thi cho thấy tất cả các mô đều cứng và khô: ngay cả các cơ quan nội tạng cũng được bảo quản tốt và không phát hiện mùi của sự phân hủy.

## Ướp xác

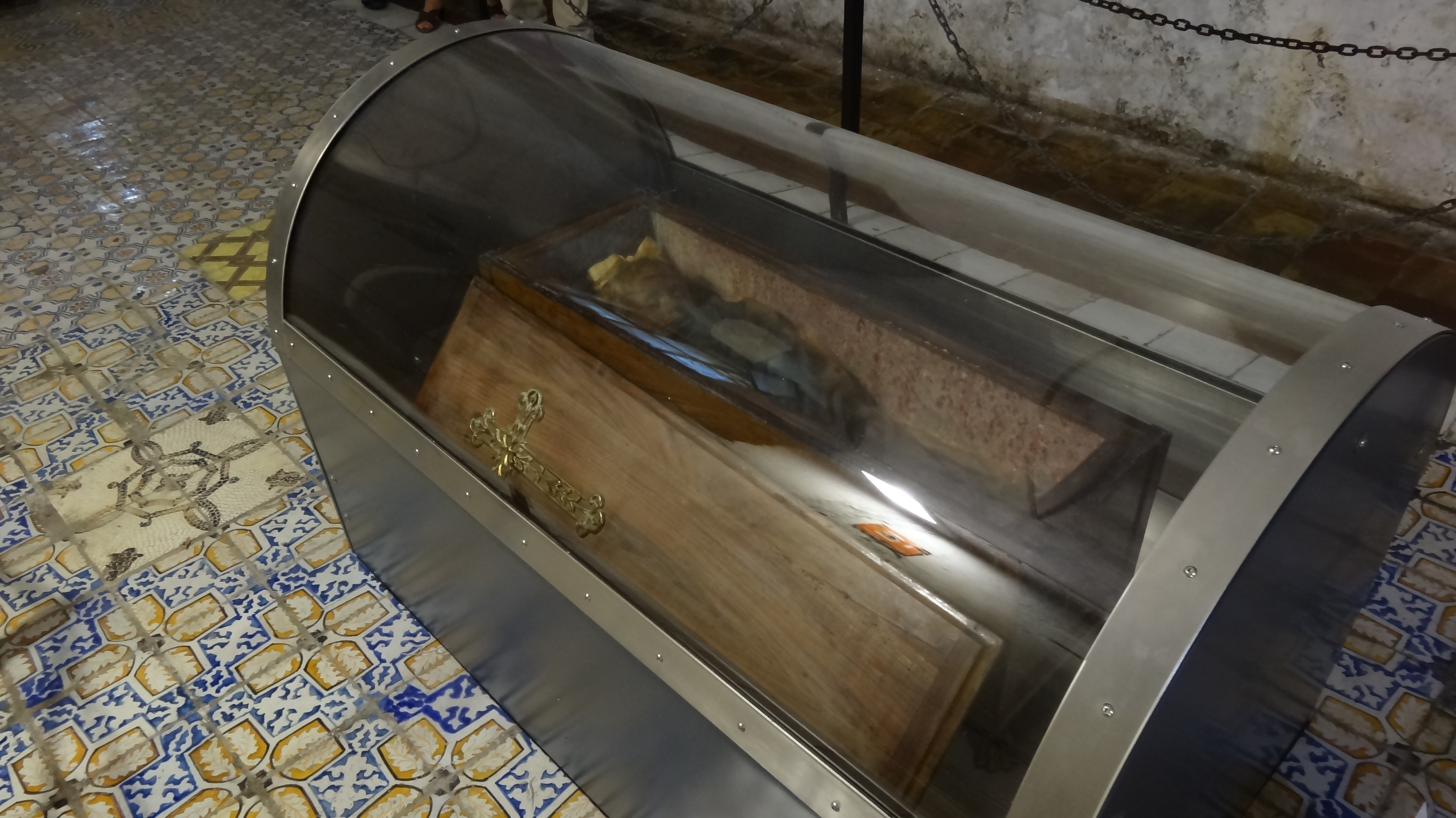
Quan tài của cô bé Rosalia đặt trong lớp kính chứa khí nitơ được hàn kín để ngăn ngừa hư hại.

Nhờ các kỹ thuật bảo quản thi thể của nghệ nhân ướp xác Salafia, thi hài của cô bé Rosalia được bảo quản tốt. Hình ảnh X-quang cho thấy tất cả các cơ quan đều còn nguyên vẹn.
Thi thể của Rosalia được đặt trong một quan tài phủ kính, đặt trên bệ gỗ tại một nhà nguyện nhỏ, mọi người đến chiêm ngưỡng có thế tham gia tour du lịch hầm mộ. Bức ảnh thi hài của cô bé Rosalia Lombardo trên tạp chí National Geographic năm 2009 cho thấy xác ướp đang bắt đầu có dấu hiệu phân hủy, đáng chú ý nhất là sự đổi màu. Để giải quyết những vấn đề này, xác ướp đã được chuyển đến một nơi khô hơn trong hầm mộ, và quan tài nguyên bản được đặt trong khoang kính chứa khí nitơ được hàn kín để ngăn ngừa sự hư hại. Xác ướp vẫn là một trong những thi hài được bảo quản tốt nhất của hầm mộ.
Cùng năm đó, người phụ trách trong hầm mộ Capuchin Dario Piombino-Mascali đã phát hiện ra một bản thảo viết tay của Ngài Salafia, trong đó ông liệt kê các thành phần được sử dụng để ướp xác cô bé Rosalia.
Công thức ướp xác được mô tả là "một phần glycerin, một phần formalin bão hoà với kẽm sulfat và kẽm chloride, và một phần của dung dịch cồn bão hoà với axit salicylic và được đưa vào cơ thể thông qua một mũi tiêm đơn điểm, rất có thể đã được tiêm vào từ động mạch đùi thông qua một dụng cụ tiêm trọng lực. Rossella Lorenzi từ trang tin Discovery News đã báo cáo rằng loại thuốc này được sử dụng để tiêu diệt vi khuẩn, glycerin được sử dụng để ngăn hút ẩm và axit salicylic được sử dụng để loại bỏ bất kỳ loại nấm nào trong thịt, mục đích dùng muối kẽm là để ngăn cơ thể khỏi tình trạng hoá đá.
Xác ướp của Rosalia trở nên nổi tiếng hơn nhờ vào hiện tượng mắt cô bé dường như mở và đóng nhiều lần trong ngày, lộ ra con ngươi mắt màu xanh vẫn còn nguyên vẹn. Đáp lại suy đoán về mí mắt chuyển động của Rosalia, ông Piombino-Mascali cho biết "Đó là một ảo ảnh quang học được tạo ra bởi ánh sáng xuyên qua các cửa sổ bên, vào ban ngày có thể thay đổi... [mí mắt cô bé] không hoàn toàn nhắm lại, và thực sự đôi mắt chưa bao giờ khép chặt".